# Dick Hyde
Richard „Dick“ „Slyde“ Hyde (* 4. Juli 1936 in Lansing als  Richard John Hyde; † 15. Juli 2019) war ein amerikanischer Jazzmusiker, der nicht nur auf der Posaune, sondern auch auf weiteren Blech- und Holzblasinstrumenten hervorgetreten ist. Hauptsächlich als Studiomusiker tätig, wurde er von der National Academy of Recording Arts and Sciences in deren „Hall of Fame“ aufgenommen.

## Leben und Wirken

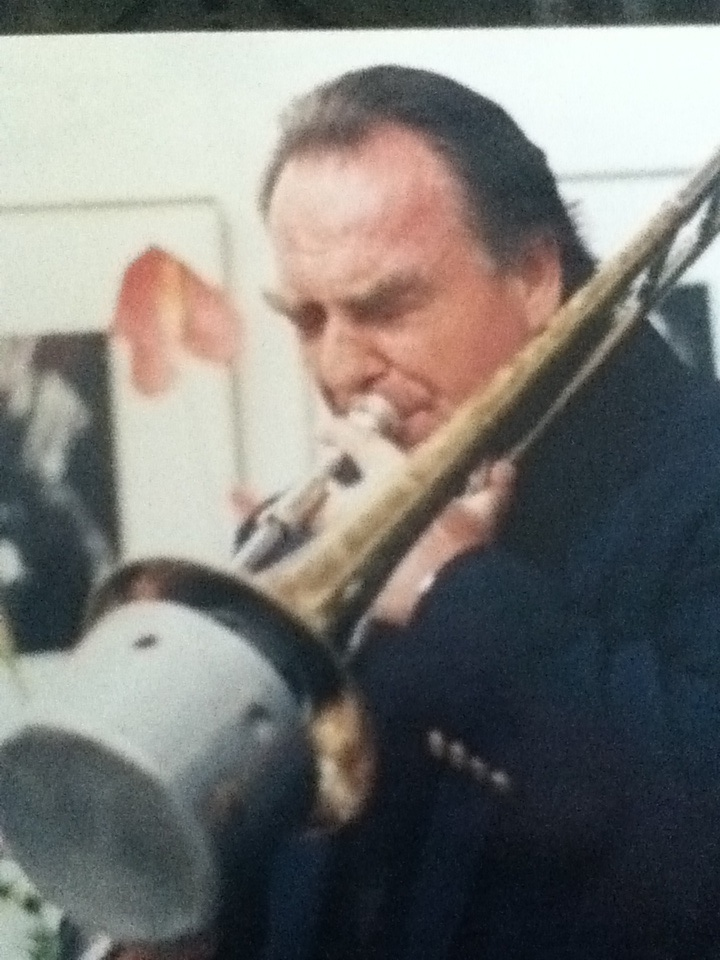
Dick Hyde

Hyde, der teilweise in  Hawaii aufwuchs, begann in der Schule Posaune zu lernen. Er setzt sein Instrumentalstudium auf dem Los Angeles City College und dann bei der US-Marine fort. Während seines Wehrdienstes spielte er in der United States Navy Band in Washington, wo ihn Jay Migliori unterstützte.
1960 gehörte Hyde, der stilistisch durch J. J. Johnson und Carl Fontana beeinflusst ist, zum Orchester von Stan Kenton, mit dem er Ann Richards auf deren Album Two Much! begleitete. Er gehörte dann zur Bigband von Harry James (1960–1961) und nahm auch mit Count Basie, Woody Herman, Henry Mancini, Bill Conti, Allyn Ferguson, Johnny Mandel, Freddie Hubbard, Herbie Hancock, Chet Baker, Cannonball Adderley, Blue Mitchell, Tom Scott, Jaco Pastorius, Paulinho da Costa, Lee Oskar, Stanley Clarke, Frank Sinatra und Diane Schuur auf. Im Bereich des Jazz war er zwischen 1960 und 2008 an 90 Aufnahmen beteiligt. Weiterhin begleitete er Carole King, Rita Coolidge, Kris Kristofferson, Neil Diamond, David Axelrod, Arlo Guthrie, Donna Summer, Thelma Houston,  The Pointer Sisters, The Beach Boys, Tom Waits, Earth, Wind & Fire, Supertramp, Madonna, Steely Dan, Letta Mbulu und viele andere.

## Preise und Auszeichnungen
Hyde wurde 1974, 1984, 1986 und 1988 als „Most Valuable Player“  von der National Academy of Recording Arts and Sciences ausgezeichnet, sowohl als Posaunist als auch als Tubist. 

## Lexikalische Einträge
- Leonard Feather, Ira Gitler: The Biographical Encyclopedia of Jazz. Oxford University Press, New York 1999, ISBN 0-19-532000-X.